# Allothelaira
Allothelaira är ett släkte av tvåvingar. Allothelaira ingår i familjen parasitflugor.
Kladogram enligt Catalogue of Life:
| Allothelaira | \| \| Allothelaira analis \| \| \| \| \| \| Allothelaira diaphana \| \| \| \| \| \| Allothelaira luteicornis \| \| \| \| |
|              | \| \| Allothelaira analis \| \| \| \| \| \| Allothelaira diaphana \| \| \| \| \| \| Allothelaira luteicornis \| \| \| \| |
|              | Allothelaira analis |
|              | |
|              | Allothelaira diaphana |
|              | |
|              | Allothelaira luteicornis                                                                                                 |
|              | |